# جامعة أيرلندا الوطنية

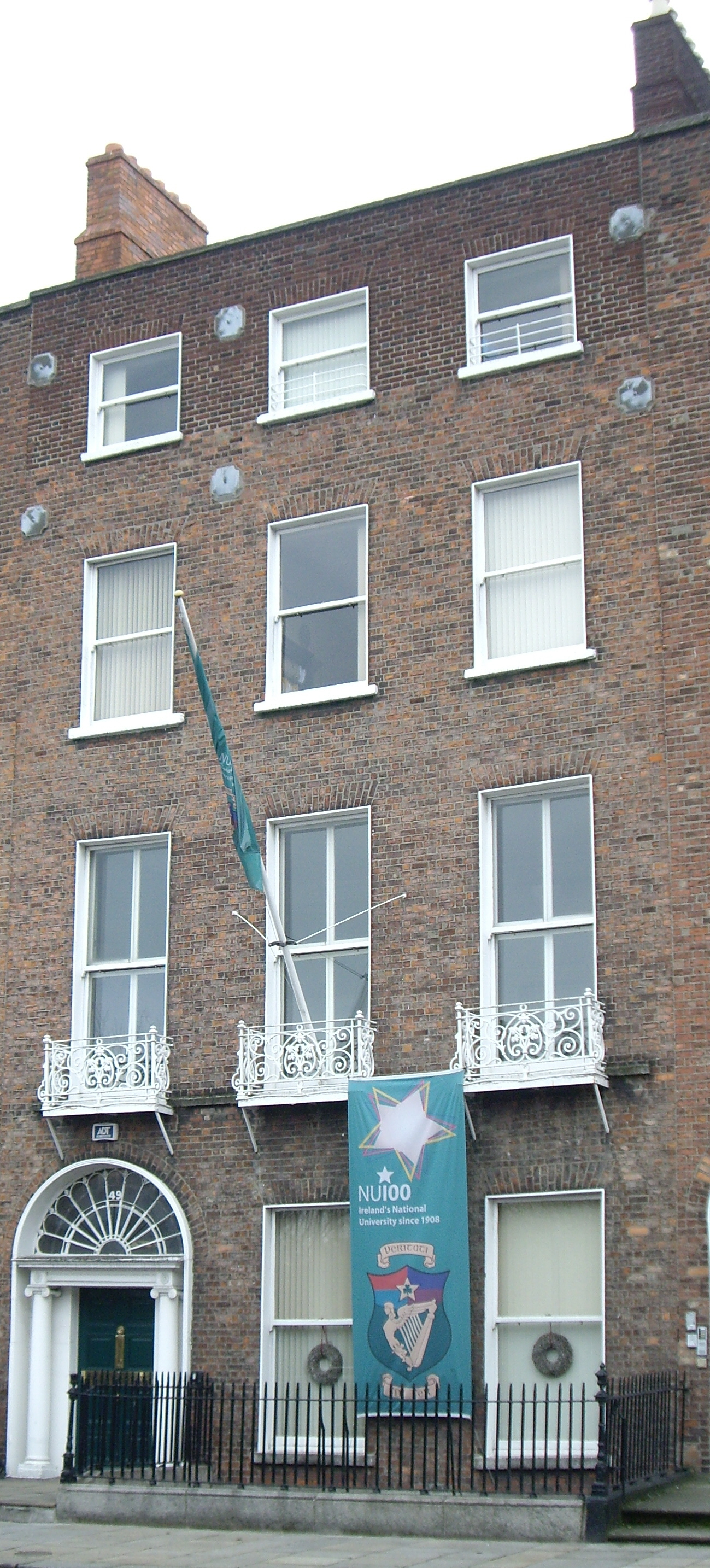
المقر الإداري لجامعة أيرلندا الوطنية في ميدان ميريون بالعاصمة دبلن

جامعة أيرلندا الوطنية (بالأيرلندية: Ollscoil na hÉireann، وبالإنجليزية: National University of Ireland، ويختصر الاسم بالإنجليزية إلى NUI) هي منظومة جامعية فيدرالية تتكون من عدة جامعات وكليات معترف بها في أيرلندا وفقًا لأحكام قانون الجامعات الأيرلندي لسنة 1908، المعدل بقانون الجامعات الصادر سنة 1997.
تتمتع الجامعات المكونة للمنظومة بالاستقلال في جميع شؤونها، عدا منح الدرجات والشهادات العلمية، فهي تصدر باسم جامعة أيرلندا الوطنية، ومقرها دبلن.

## وصلات خارجية
- الموقع الرسمي للجامعة